# Бюст А. С. Пушкина (Нижний Новгород)
Бюст А. С. Пушкина установлен в Нижнем Новгороде, у центрального входа в академический театр оперы и балета.
Авторы проекта — скульптор, заслуженный художник Российской Федерации Т. Г. Холуева и архитектор А. Улановский.
Открытие памятника состоялось в 1995 году.
10 февраля 1937 года Нижегородскому театру оперы и балета было присвоено имя Александра Сергеевича Пушкина. С 1986 года в театре ежегодно проходит фестиваль оперного и балетного искусства «Болдинская осень». В 1994 год было решено установить бюст А. С. Пушкина у центрального входа театра. Средства, необходимые для создания памятника, пожертвовали жители Н. Новгорода.

## Описание памятника
На гранитном постаменте установлен бронзовый бюст А. С. Пушкина. Поэт изображён в момент творческого вдохновения. Лирический образ подчёркивает одежда — накидка и развевающийся на ветру шарф.